# Landwürden
Landwürden (auch Land Würden oder Land Wührden; niederdeutsch Landwöörden) war eine Gemeinde und ist eine Gemarkung mit mehreren Dörfern innerhalb von Loxstedt im niedersächsischen Landkreis Cuxhaven.

## Geografie

### Lage
Landwürden liegt östlich der Weser, gehört historisch jedoch zum Land Oldenburg, dessen Kerngebiet westlich der Weser lag. Landwürden wurde von hannoverschem Gebiet umgeben.
Zur Gemarkung gehörte bis zum Ende des Jahres 2009 auch die Luneplate, die im Zuge eines Gebietsaustauschs am 1. Januar 2010 an Bremerhaven abgetreten wurde und damit jetzt zum Bundesland Bremen gehört.

### Gemeindegliederung
| - Buttel (Büttel) - Dedesdorf - Eidewarden - Maihausen - Oldendorf | - Overwarfe - Reitmoor - Ueterlande - Wiemsdorf |

## Geschichte
Der Legende nach verheiratete der Stoteler Graf Gevehard seine Tochter mit einem Oldenburger Grafen. Landwürden diente dabei als Mitgift und erschien bereits im Zeitraum von 1273 bis 1278 als externer Besitz Oldenburgs. Für eine ehemalige Zugehörigkeit der Landwürder Wesermarsch zu Stotel spricht deren Zuschnitt innerhalb des gesamten Marschstrichs westlich von Stotel und die Tatsache, dass das Kloster Osterholz die Zehnten von Wiemsdorf und Wührden den Stotelern und nicht den Oldenburgern zu Lehen gegeben hat. Nach der Schlacht bei Golzwarden 1408, in der Graf Christian VI. von Oldenburg von den Bremern gefangen genommen wurde, musste Oldenburg Landwürden an Bremen verpachten, da es das geforderte Lösegeld von 2000 Mark nicht zahlen konnte. Bis 1511 blieb das Gebiet so unter bremischer Verwaltung.
Die Dörfer Landwürdens bildeten schon frühzeitig eine Einheit. Die Gemeinde Dedesdorf bestand im 19. Jahrhundert aus den Bauerschaften Buttel (also dem oldenburgischen Teil Büttels), Dedesdorf, Eidewarden, Maihausen, Oldendorf, Overwarfe, Reitmoor, Ueterlande und Wiemsdorf. Sie wurde am 1. Januar 1936 in Landwürden umbenannt. Landwürden war auch der Name eines Amtes, das 1879 im Amt Brake aufgegangen ist, einem der Vorläufer des Amtes Wesermarsch (1933–1939). Ab 1939 gehörten die Orte dann bis zur Gebietsreform 1974 zum Landkreis Wesermarsch. Die Verbindung zur Wesermarsch stellte eine Fähre her, die inzwischen durch den Wesertunnel ersetzt wurde. Seit dem 1. März 1974 gehört das Gebiet der ehemaligen Gemeinde Landwürden zur Gemeinde Loxstedt. Dedesdorf, Eidewarden, Maihausen, Overwarfe, Ueterlande, Wiemsdorf und Teile Büttels (Buttel) sind auch heute noch in der Gemarkung Landwürden zusammengefasst.
Einwohnerentwicklung
| Jahr      | 1910  | 1933  | 1939  | 1950  | 1956  | 1973  |
| --------- | ----- | ----- | ----- | ----- | ----- | ----- |
| Einwohner | 1402  | 1376  | 1472  | 2415  | 2114  | 1794  |
| Quelle    | [ 5 ] | [ 3 ] | [ 3 ] | [ 6 ] | [ 6 ] | [ 1 ] |

|  |

## Politik

### Gemeinderat und Bürgermeister
Auf kommunaler Ebene werden die zusammengefassten Ortschaften der Gemarkung Landwürden vom Loxstedter Gemeinderat vertreten.

### Ortsvorsteher
Die Ortsvorsteher der folgenden Ortschaften in der Gemarkung Landwürden sind:
- Buttel (Büttel): Lars Behrje[7]
- Dedesdorf-Eidewarden: Holger Onken[8]
- Maihausen: Andrea Dellas[9]
- Overwarfe: Eymer Köhnken[10]
- Ueterlande: Peter Harrie[11]
- Wiemsdorf: Torsten Radespiel[12]

### Wappen
Die Zeichnung des Kommunalwappens der ehemaligen Gemeinde Landwürden stammt von dem Heraldiker Manfred Furchert.
| Wappen von Landwürden | Blasonierung: „In Gold der heilige Laurentius im silbernen Gewand; in der Rechten einen roten Rost haltend; in der Linken ein silbernes aufgeschlagenes Buch und eine grüne Lilie; oben rechts und links je ein schwebender achtstrahliger silberner Stern.“ |
| Wappen von Landwürden | Wappenbegründung: Das Wappen ist nicht nach den heraldischen Farbregeln angefertigt worden (→ siehe: Tingierung – heraldische Farbregeln). Der silberne Heilige Laurentius, das Buch und die Sterne sollten nicht auf goldenem Grund angeordnet sein! Das Landwürdener Wappen ist aus einem Siegelbild entstanden, das schon von 1285 stammt und das älteste des Oldenburger Landes ist. Ungewöhnlich ist als Attribut des Heiligen die heraldisch stilisierte Lilie, die in einem Siegelbild von 1555 vorkommt und auch als Zepter gedeutet werden kann; eigentlich sind die Attribute des Heiligen der Rost, das Buch und ein Palmenzweig. Nach 1933 sollte das Siegelbild geändert werden. Dazu kam es aber nicht und 1946 setzte sich das Staatsarchiv in Oldenburg dafür ein, das alte Bild zu belassen. Seit wann die Gemeinde Landwürden das Siegelbild als farbiges Wappen führte, konnte nicht ermittelt werden. |

## Kultur und Sehenswürdigkeiten

### Baudenkmale
- Windmühle Dedesdorf von 1847 als Galerieholländer, auch Hochzeitsmühle Ursel
- Zollhaus Amtsstraße 3 von 1813

### Vereinssport
Im Jahre 1970 gründete sich aus der Fusion der Vereine TSV Dedesdorf und des TSV Ueterlande die SG Landwürden. Im Verein kann man verschiedene Sportarten finden, etwa Damenfitness, Volleyball, Rückenschule und Fußball, welches die bekannteste Sparte im Verein ist. Zum Spieljahr 2012/2013 bildete die SG im Herrenbereich eine Spielgemeinschaft mit der SG Langendammsmoor/Büttel/Neuenlande. Die erste Herrenmannschaft spielte in der Kreisliga Cuxhaven, die zweite Herrenmannschaft in der 2. Kreisklasse Cuxhaven und die dritte Herrenmannschaft in der 3. Kreisklasse Cuxhaven. Zudem gibt es seit 2012 eine Damenmannschaft, welche in der Kreisklasse spielt.